# جوشوا بيني
جوشوا بيني (بالإنجليزية: Joshua Penny)‏ (29 سبتمبر 1856 - 29 يوليو 1906) هو لاعب كريكت بريطاني (وحمل سابقاً جنسية المملكة المتحدة لبريطانيا العظمى وأيرلندا).